# Philip Ober

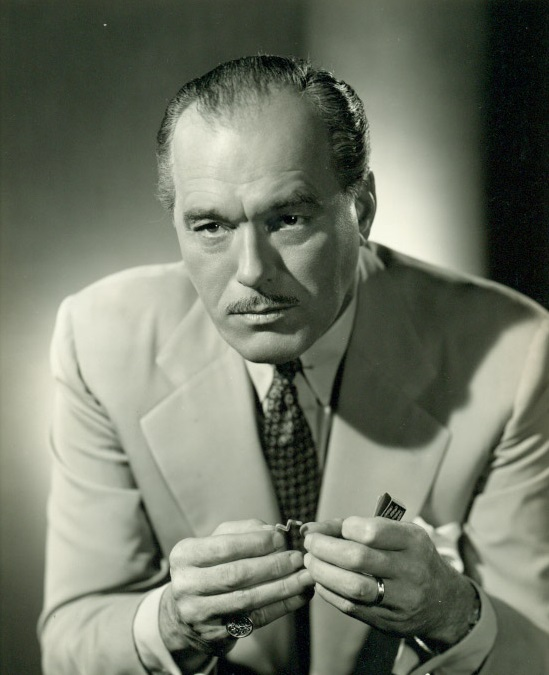
Philip Ober (1950, Publicity-Foto)

Philip Nott Ober (* 23. März 1902 in Fort Payne, Alabama; † 13. September 1982 in Mexiko-Stadt, Mexiko) war ein US-amerikanischer Schauspieler und Diplomat.

## Leben und Karriere
Philip Ober war Absolvent der Princeton University und arbeitete zunächst als Werbefachmann für verschiedene US-Magazine. Anfang der 1930er-Jahre wechselte er in das Schauspielgeschäft über, zunächst fast ausschließlich als Theaterschauspieler am Broadway oder mit durch die USA tourenden Schauspielensembles. 1934 drehte er einen ersten Film, der aber für 16 Jahre sein einziger bleiben sollte.
1950 zog es Ober nach Hollywood, als er von Mel Ferrer für eine Nebenrolle in Die schwarze Lawine verpflichtet wurde. Ober konnte sich schnell als erfolgreicher Charakterdarsteller im Film- und Fernsehgeschäft etablieren und war vor allem auf die Darstellung von strengen bis schurkenhaften Autoritätsfiguren spezialisiert. Eine seiner besten Rollen hatte er als hasserfüllter Armee-Offizier im oscarprämierten Drama Verdammt in alle Ewigkeit (1953), dessen vernachlässigte Ehefrau (gespielt von Deborah Kerr) eine Affäre mit einem seiner Soldaten beginnt.
Weitere Auftritte in Filmen wie Die gebrochene Lanze (1954) mit Spencer Tracy und Ein Mann in den besten Jahren (1958) mit Gary Cooper folgten. In Alfred Hitchcocks Filmklassiker Der unsichtbare Dritte übernahm Ober 1959 die Rolle des ermordeten UN-Delegierten Mr. Townsend. Neben seinen Filmauftritten absolvierte Ober auch markante Gastrollen in Fernsehserien wie Alfred Hitchcock Presents, Bonanza und Bezaubernde Jeannie. Er zog sich Ende der 1960er-Jahre nach fast 100 Film- und Fernsehrollen aus dem Schauspielgeschäft zurück und wanderte nach Mexiko aus. Er arbeitete als Diplomat im US-Konsulat in Mexiko-Stadt und starb dort 1982 mit 80 Jahren an einem Herzinfarkt. Er wurde im Chapel Of The Pines Crematory in Los Angeles beigesetzt.
Philip Ober war dreimal verheiratet: Von 1923 bis zur Scheidung 1941 mit Phyllis Roper, aus dieser Ehe hatte er ein Kind. Im August 1941 heiratete er die Schauspielerin Vivian Vance, die vor allem durch die Serie I Love Lucy berühmt wurde, in der Ober auch zwei Gastauftritte hatte. Die Ehe war jedoch weniger glücklich und wurde 1959 geschieden, angeblich soll Ober sogar Vance regelmäßig geschlagen haben. In dritter Ehe heiratete er 1961 Jane Westover, diese Ehe hielt bis zu seinem Tod.

## Filmografie (Auswahl)
- 1934: Chloe, Love Is Calling You
- 1950: Die schwarze Lawine (The Secret Fury)
- 1950: Never a Dull Moment
- 1950: The Magnificent Yankee
- 1951: Anwalt des Verbrechens (The Unknown Man)
- 1951/1955: I Love Lucy (Fernsehserie, 2 Folgen)
- 1952: Kehr zurück, kleine Sheba (Come Back, Little Sheba)
- 1953: Die Tränen des Clowns (The Clown)
- 1953: Skandal um Patsy (Scandal at Scourie)
- 1953: Verdammt in alle Ewigkeit (From Here to Eternity)
- 1954: Die gebrochene Lanze (Broken Lance)
- 1957: Tammy (Tammy and the Bachelor)
- 1957: Verschollen in Japan (Escapade in Japan)
- 1958: Ein Mann in den besten Jahren (Ten North Frederick)
- 1958: Dezernat M (M Squad, Fernsehserie, Folge 1x37)
- 1958: Torpedo los! (Torpedo Run)
- 1958–1964: Perry Mason (Fernsehserie, 5 Folgen)
- 1959: Engel unter Sündern (The Mating Game)
- 1959: Der unsichtbare Dritte (North by Northwest)
- 1959: Die Krone des Lebens (Beloved Infidel)
- 1960: Startime (Fernsehserie, Folge 1x27 Zwischenfall an der Ecke)
- 1960: Elmer Gantry
- 1960: Die Saat bricht auf (Let No Man Write My Epitaph)
- 1960: So eine Affäre (The Facts of Life)
- 1961: Geh nackt in die Welt (Go Naked in the World)
- 1961: Im Wilden Westen (Death Valley Days, Fernsehserie, Folge 10x03)
- 1962: Alfred Hitchcock präsentiert (Alfred Hitchcock Presents, Fernsehserie, 2 Folgen)
- 1962: Andy Hardy (Fernsehfilm)
- 1962/1963: Sprung aus den Wolken (Ripcord, Fernsehserie, 2 Folgen)
- 1963: Der häßliche Amerikaner (The Ugly American)
- 1963: Bonanza (Fernsehserie, Folge 4x33 Boss Slaydon)
- 1964: Twilight Zone (The Twilight Zone, Fernsehserie, Folge 5x21)
- 1965: The Munsters (Fernsehserie, Folge 1x32)
- 1965: Tammy, das Mädchen vom Hausboot (Tammy, Fernsehserie, Folge 1x04)
- 1965: Bezaubernde Jeannie (I Dream of Jeannie, Fernsehserie, 2 Folgen)
- 1965: Privatdetektivin Honey West (Honey West, Fernsehserie, Folge 1x07)
- 1966: Tennisschläger und Kanonen (I Spy, Fernsehserie, Folge 1x16)
- 1966: The Dick Van Dyke Show (Fernsehserie, Folge 5x16)
- 1966: The Ghost and Mr. Chicken
- 1966: Lieber Onkel Bill (Family Affair, Fernsehserie, Folge 1x01)
- 1967: Die Monkees (The Monkees, Fernsehserie, Folge 1x30)
- 1968: Sein gefährlichster Auftrag (Assignment to Kill)